# مطار برج عمر إدريس
مطار برج عمر إدريس (إيكاو: DAAW) هو مطار جزائري خارج الخدمة كان للاستخدام العام يقع بالقرب من برج عمر إدريس، بولاية إليزي.